# Гетерокумулены

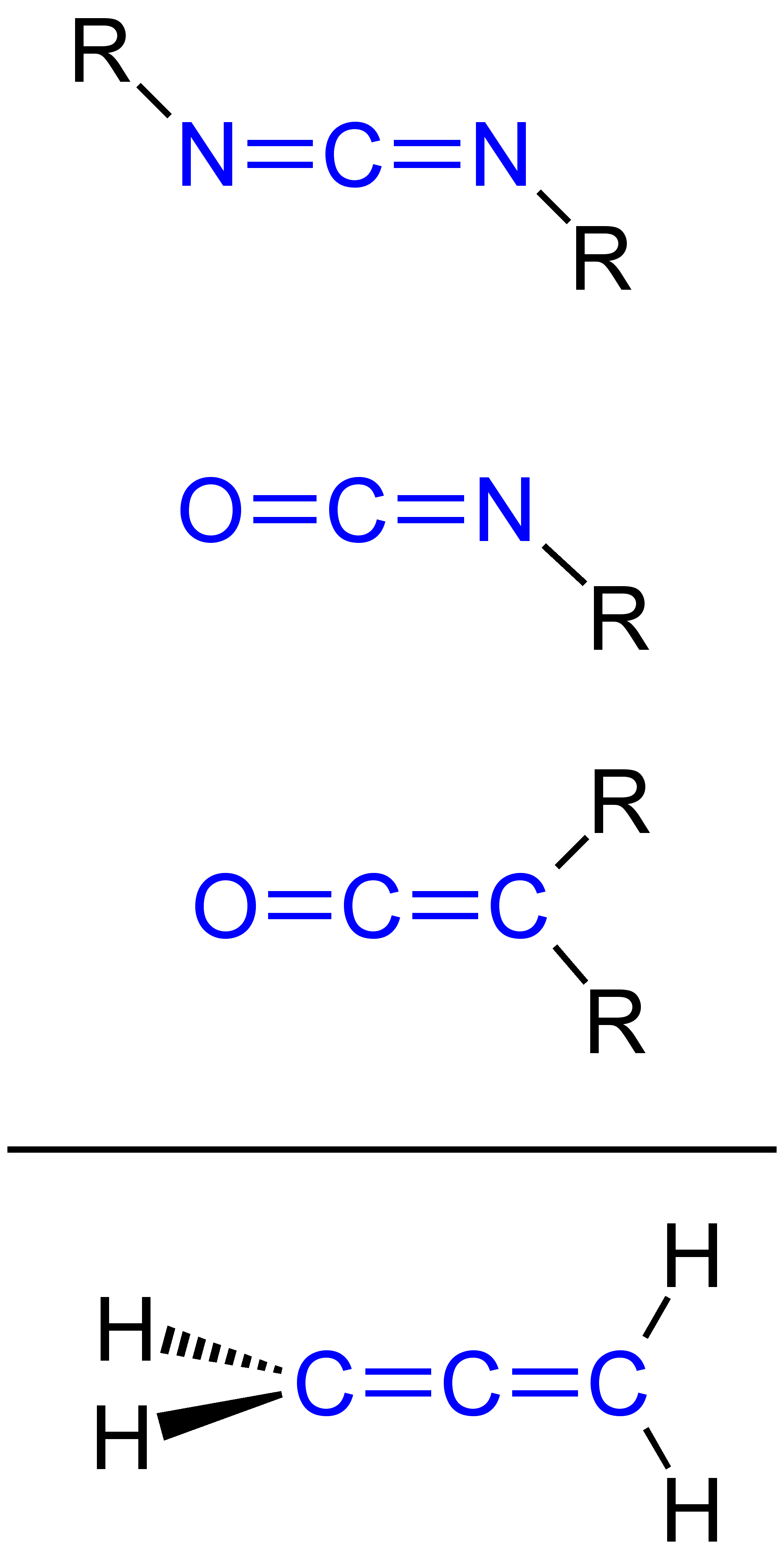
Гетероаллены — карбодиимиды, изоцианаты и кетены (три верхние структуры) и аллен (внизу).

Гетерокумулены — кумулены, в которых один или более углеродных атомов, входящих в систему кумулированных двойных связей, замещен на гетероатом. В номенклатуре IUPAC к гетерокумуленам относят соединения, содержащие три или более кумулированных двойных связей, для соединений с двумя кумулированными двойными связями рекомендовано название гетероаллены, однако в химической литературе термин гетерокумулены продолжает применяться и по отношению к гетероалленам. 
К гетероалленам также причисляют «неорганические гетероаллены» - диоксид углерода O=C=O и сероуглерод S=C=S.

## Реакционная способность
Гетероаллены являются электрофилами, реагирующими с различными нуклеофильными агентами. В качестве электрофильного центра гетероалленов выступает атом углерода, при этом реакция с нуклеофилами NuH идет по общей схеме:
X=C=Y + NuH {\displaystyle \to } Nu-C(=Y)XH
В качестве нуклеофилов могут выступать как CH-кислоты и их анионы, так и спирты и амины.
Так, взаимодействие реактивов Гриньяра либо анионов CH-кислот как алифатического, так и алленового и ацетиленового рядов с диоксидом углерода ведет к образованию карбоновых кислот:
R2CH- + O=C=O {\displaystyle \to } R2CHCOO-
Me2C=C=CH-  + O=C=O {\displaystyle \to } Me2C=C=CHCOO-
R-C≡C-  + O=C=O {\displaystyle \to } R-C≡C-COO-
Аналогично протекает реакция реактивов Гриньяра анионов алифатических CH-кислот с сероуглеродом, при этом образуются дитиокарбоновые кислоты:
RMgX + S=C=S {\displaystyle \to } RCSS-,
эта реакция является препаративным методом синтеза дитиокарбоновых кислот.
Для многих гетерокумуленов хварактерны реакции [2+2]-циклоприсоединения с образованием четырехчленных циклов. Так, изоцианаты димеризуются с образованием уретдионов (1,2-азетидин-2,4-дионов):
аналогично димеризуются и кетены: кетокетены - в производные циклобутан-1,3-диона, альдокетены - в β-алкилиден-β-лактоны (дикетены):
| 2 | {\displaystyle \longrightarrow } |

Циклоприсоединение кетенов к иминам ведет к образованию β-лактамного цикла - структурного фрагмента β-лактамных антибиотиков: